# Adalgiselo
Adalgiselo (en latín: Adalgyselus ducis) fue un duque franco y mayordomo de palacio de Austrasia de 634 a 639.

## Carrera palaciega
Fue nombrado mayordomo de palacio de Austrasia entre diciembre de 633 y enero de 634, al tiempo que Sigeberto III, con solo tres años, ascendió al trono de Austrasia. Con la ayuda de Cuniberto, obispo de Colonia, ejerció de regente del niño rey. Tanto Adalgiselo, como Cuniberto habían sido nombrados por Dagoberto I, rey de los francos y padre del mismo Sigeberto, al que también había designado rey. Aparece igualmente en 634 como testigo del testamento de Adalgiselo Grimo, diácono en Verdún y probablemente tío suyo. Si este vínculo existió verdaderamente, Adalgiselo fue primo relativamente cercano de los primeros arnúlfidas y pipínidas.
Sigeberto III nombró mayordomo de palacio a Pipino de Landen en el 639, al morir Dagoberto I; luego, al morir Pipino en el 640, otorgó el cargo a Otón, que había sido su preceptor. Hacia 643, Radulfo, duque de Turingia, que había obtenido el título de Dagoberto en el 633, se rebeló. Adalgiselo y Grimoaldo, hijo de Pipino de Landen  condujeron un ejército contra él, pero fueron vencidos y tuvieron que limitarse a proteger la vida del joven rey. Luego Sigeberto hizo matar a Otón para entregar su cargo de mayordomo a Grimoaldo, agradecido por la escolta que le había proporcionado para salvar la vida; se ignora la suerte que corrió Adalgiselo. Según la crónica de Fredegario, debió de perecer en la batalla contra Radulfo. Un Adalgiselo aparece citado en varias actas posteriores, en una donación del rey Sigeberto del 644 y en otra donación real a favor de las abadías de Stavelot y de Malmédy. Sin embargo es difícil corroborar si se trata de la misma persona o de un homónimo.
Probablemente tuvo dos hijos:
- Bodogiselo (o Bodo), que acompañó a su padre en la expedición contra Radulfo, y luego aparece mencionado como nobilissimus vir en 693 y en 702.
- Ragenfrido, doméstico en 694.